# Sammy Leslie
Samantha "Sammy" Leslie (sinh năm 1966) là nữ chủ khách sạn, nhân vật truyền thông và giám khảo chương trình truyền hình thực tế người Ireland. Bà là người được trao quyền kế thừa tòa Lâu đài Leslie, Hạt Monaghan, chịu trách nhiệm quản lý một khách sạn, một spa, một trung tâm cưỡi ngựa và một trường dạy nấu ăn hữu cơ. Bà đóng vai trò giám khảo cùng với đầu bếp nổi tiếng Derry Clarke và cựu dẫn chương trình phát thanh và truyền hình Bibi Baskin trong loạt phim truyền hình thực tế Fáilte Towers của đài RTÉ One. Sammy còn xuất hiện trên các chương trình truyền hình như sê-ri The Restaurant của RTÉ One, với tư cách là một nhà phê bình khách mời và các chương trình phát thanh như chương trình Conversations with Eamon Dunphy của RTÉ Radio 1.

## Sự nghiệp
Leslie được trao quyền kế thừa tòa Lâu đài Leslie, mà gia tộc Leslie của bà đã sinh sống từ năm 1665. Trong những năm đầu đời khi mới vừa tròn hai mươi tuổi, Leslie bắt đầu tổ chức lại bất động sản, mà ở thời điểm đó, công việc kinh doanh không ở trạng thái tốt nhất. Bà gây dựng một phòng trà và thông qua dự án kinh doanh này hòng gây quỹ để sửa chữa một mái nhà bị hỏng. Lâu đài Leslie từng là nơi tổ chức đám cưới của cựu thành viên nhóm nhạc Beatle Paul McCartney và cựu người mẫu kiêm nhà vận động từ thiện Heather Mills vào năm 2002. Khu đất này hiện có tổng cộng 164 nhân viên.
Leslie là giám khảo trong chương trình truyền hình Fáilte Towers được phát sóng vào tháng 8 năm 2008. Ngày 16 tháng 11 năm 2008, bà là khách mời phê bình trong một tập của chương trình truyền hình của đài RTÉ mang tên The Restaurant, còn có cả khách mời là đầu bếp Michael Healy-Rae.
Năm 2007, Leslie lọt vào danh sách tám ứng viên vòng chung kết cho Giải thưởng Ernst và Doanh nhân Trẻ của Năm.

## Đời tư
Trong một ấn bản của chương trình RTÉ Radio 1 Conversations with Eamon Dunphy, do Eamon Dunphy giới thiệu và phát sóng vào thứ Bảy ngày 27 tháng 10 năm 2007, Leslie có nói về mối quan hệ thân thiết của bà với cha mình là Desmond Leslie, nhà văn và phi công Không quân Hoàng gia Anh (RAF), cuộc sống gia đình bất thường và những trải nghiệm của bà khi được nuôi dưỡng trong tòa lâu đài đó.